# Sainte-Christine (Puy-de-Dôme)
Sainte-Christine ist eine französische Gemeinde mit 124 Einwohnern (Stand 1. Januar 2022) im Département Puy-de-Dôme in der Region Auvergne-Rhône-Alpes (vor 2016 Auvergne). Die Gemeinde gehört zum Arrondissement Riom und zum Kanton Saint-Éloy-les-Mines (bis 2015 Saint-Gervais-d’Auvergne). 

## Lage
Sainte-Christine liegt etwa 28 Kilometer nordwestlich von Riom und etwa 48 Kilometer nordnordwestlich von Clermont-Ferrand. Umgeben wird Sainte-Christine von den Nachbargemeinden Teilhet im Norden und Nordwesten, Neuf-Église im Norden und Nordosten, Ayat-sur-Sioule im Osten, Saint-Gervais-d’Auvergne im Süden sowie Gouttières im Westen.

## Bevölkerungsentwicklung
| Jahr                       | 1962 | 1968 | 1975 | 1982 | 1990 | 1999 | 2006 | 2013 |
| Einwohner                  | 225  | 211  | 177  | 177  | 151  | 133  | 139  | 147  |
| Quellen: Cassini und INSEE |      |      |      |      |      |      |      |      |

## Sehenswürdigkeiten
- Menhire von Barbouly
- Kirche

## Gemeindepartnerschaften
Eine Partnerschaft besteht mit der deutschen Gemeinde Hohentengen in Baden-Württemberg.

## Weblinks

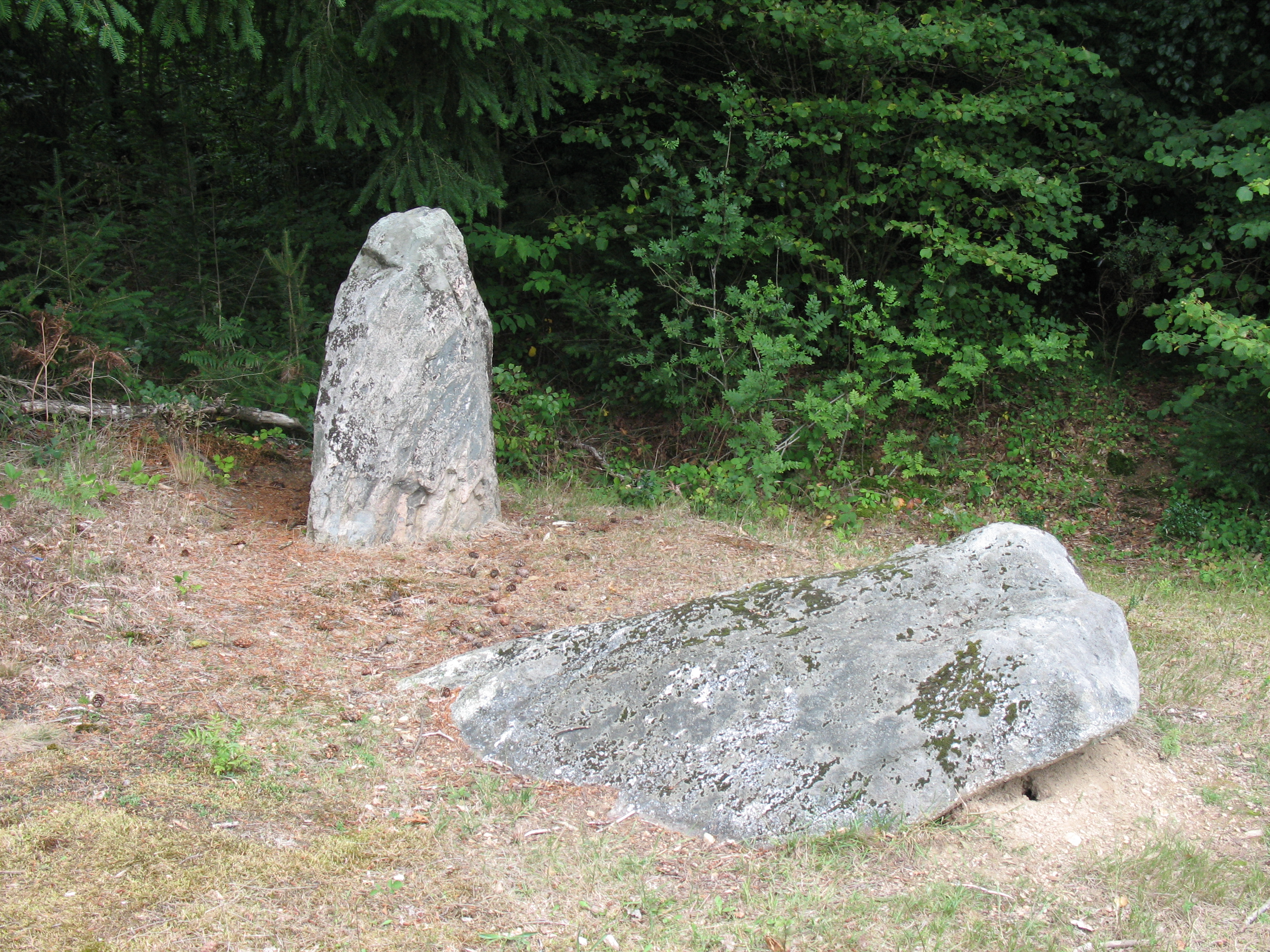
Menhire von Barbouly